# Avenida General Santander
La Avenida General Santander es una vía del sur de Bogotá, en Colombia.

## Toponimia
Recibe su nombre del prócer y político neogranadino Francisco de Paula Santander, quién ejerció la presidencia de su país entre 1832 a 1837 y del cual falleció en la capital en 1840.

## Historia
Desde el sector de La Hortúa, una parte de la actual vía sirvió como enlace al vecino municipio de Soacha y por ende al sur del país desde la época virreinal hasta la construcción de las avenidas Ciudad de Quito y del Sur en la segunda mitad del siglo XX hasta su unificación como Avenida Norte-Quito-Sur decretada por el alcalde Juan Martín Caicedo en 1990.
A lo largo del siglo XX e inicios del siglo XXI se inauguraron diversos sitios importantes que forman parte de su entorno como la Escuela de Cadetes (1938), La Plaza de Mercado de Paloquemao (1967) y los centros comerciales Centro Mayor y Calima (actual Mall Plaza).
En diciembre de 1989, El Departamento Administrativo de Seguridad, que tenía su sede en esta avenida, sufrió un atentado terrorista de parte del Cartel de Medellín en oposición a la extradición de su jefatura dejando más de 60 muertos y 600 heridos.

## Trazado
La avenida empieza desde la Avenida El Dorado en la localidad de Los Mártires tomando como nomenclatura la Carrera 27 siendo un carril de un solo carril sentido hacia el sur y hasta la Calle 22C empieza a ser de doble sentido opuestos hasta la Avenida Jiménez, cuando vuelve a ser carril sentido hacia el sur hasta la Avenida Calle 6 y luego en doble carril al mismo sentido hasta la glorieta del río Fucha donde se une con las avenidas Ciudad Montés (Calle 8 Sur) y La Hortúa (Calle 1).
Desde la glorieta hasta el intercambiador víal Villa Mayor-Matatigres la avenida vuelve a tener doble carril de sentidos opuestos en donde se interseca en esta última  con las avenidas Quiroga (Calle 36 Sur) y Jorge Gaitán Cortés (Carreras 30 y 33) para concluir su trazado hasta la NQS como diagonal 39A Sur.

## Rutas de Transporte

### Corredor Bogotá-Soacha
Desde varios puntos del municipio de Soacha sale este ruta hasta la Calle 45 de Bogotá pasando entre la Intersección Villa Mayor-Matatigres hasta la Avenida Primero de Mayo ida y vuelta.

### SiTP
- C29 Bosa San Diego-Centro:[8] Pasa entre la Intersección Villa Mayor-Matatigres hasta la Avenida Primero de Mayo hasta la Glorieta del río Fucha en 6 paradas de ida y dos de vuelta entre la avenida Primera de Mayo hasta la Intersección.
- P24 Bosa San José-San Blas:[9]Va desde la Intersección Villa Mayor-Matatigres hasta la Avenida Primero de Mayo 2 paradas de ida y tres de vuelta.

## Sitios importantes en la vía
- Colegio Panamericano
- Estación 2 RegioTram de Occidente (próximamente)
- Plaza de Mercado de Paloquemao
- Centro Comercial Mall Plaza
- Antigua sede del DAS
- Estación Ricaurte (TransMilenio)
- Estación Guatoque Veraguas (TransMilenio)
- Parque Lineal Santa Isabel
- Alameda Canal Albina
- Cementerio del Sur
- Centro Comercial Centro Mayor
- Estación General Santander (TransMilenio)